# John Drew Barrymore
John Drew Barrymore, właśc. John Blyth Barrymore Jr. (ur. 4 czerwca 1932 w Los Angeles, zm. 29 listopada 2004 tamże) – amerykański aktor i reżyser filmowy i telewizyjny.

## Życiorys

### Wczesne lata
Urodził się w Beverly Hills w Kalifornii w rodzinie rzymskokatolickiej irlandzkiego pochodzenia jako drugie dziecko pary aktorskiej Dolores Costello (1903–1979) i Johna Barrymore (1882–1942). Dorastał ze starszą siostrą Dolores Ethel Mae (ur. 8 kwietnia 1930). Gdy miał trzy lata, jego rodzice rozwiedli się. W 1942 roku jego ojciec zmarł na alkoholowe zapalenie wątroby. Uczęszczał do St. John Military Academy. W czasie II wojny światowej wraz z kuzynem Dirkiem Drew Davenportem zaciągnął się do Marynarki Wojennej Stanów Zjednoczonych.

### Kariera

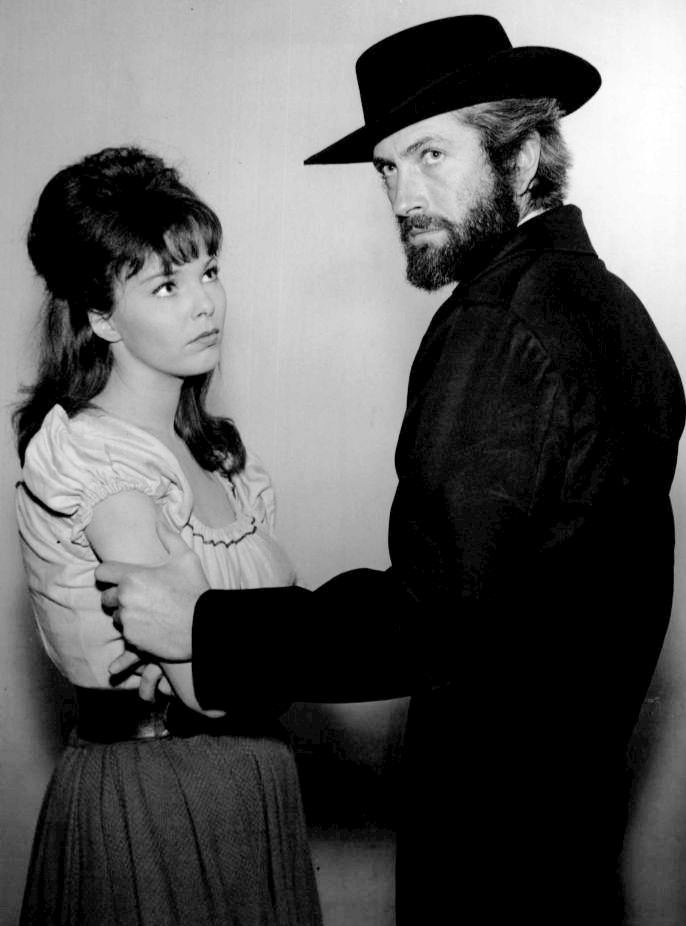
Barrymore z Anne Helm w Gunsmoke (1964)

W wieku siedemnastu lat podpisał kontrakt filmowy i zadebiutował w dwóch westernach Przybysze o zmierzchu (The Sundowners, 1950) jako Jeff Cloud, młodszy brat głównego bohatera Jamesa Clouda i High Lonesome (1950). Grał potem w dramacie noir Fritza Langa Gdy miasto śpi (While the City Sleeps, 1956) oraz włoskich produkcjach Kozacy (I Cosacchi, 1959), Noce Raspoutina (Les Nuits de Raspoutine, 1960) jako książę Felix Yousoupoff, Żona faraonów (La Donna dei faraoni, 1960), Wojna Trojańska (La Guerra di Troia, 1961) jako Ulisses, Poncjusz Piłat (Ponzio Pilato, 1962) w podwójnej roli Judasza i Jezusa oraz adaptacji powieści Henryka Sienkiewicza Ogniem i mieczem (Col ferro e col fuoco, 1962) jako Jurko Bohun. Wystąpił też jako Stacey Daggart w serialu NBC The Road West (1966–67) z Barrym Sullivanem.
Niemniej jednak, jego zachowanie społeczne zasłoniło życie zawodowe. W latach 60. nadużywał narkotyków i był karany za publiczne pijaństwo. W 1966 roku przyjął główną rolę Łazarza w serialu Star Trek, lecz ostatecznie nie pojawił się i został zastąpiony w ostatniej chwili przez aktora Roberta Browna. Choć nadal od czasu do czasu występował na ekranie, cierpiał na te same problemy, które zniszczyły jego ojca.
Ma swoją gwiazdę na Hollywood Walk of Fame za swój wkład pracy w telewizji.

## Życie prywatne
Był czterokrotnie żonaty: z Niną Wayne, z którą ma córkę Jessicę, Carą Williams (od 23 grudnia 1952 do 1959), z którą ma syna Johna Blytha (ur. 15 maja 1954), Gabriellą Palazzoli (od 11 października 1960), z którą ma córkę Blyth Dolores (ur. 28 października 1960), i Ildikó Jaid Makó (od 6 marca 1971 do 9 lutego 1984), z którą ma córkę Drew (ur. 22 lutego 1975).
Zmarł 29 listopada 2004 na nowotwór złośliwy w wieku 72 lat.

## Filmografia
- 1950: Przybysze o zmierzchu (The Sundowners) jako Jeff Cloud
- 1950: High Lonesome
- 1956: Gdy miasto śpi (While the City Sleeps)
- 1959: Kozacy (I Cosacchi),
- 1960: Noce Raspoutina (Les Nuits de Raspoutine) jako książę Felix Yousoupoff,
- 1960: Żona faraonów (La Donna dei faraoni),
- 1961: Wojna Trojańska (La Guerra di Troia) jako Ulisses,
- 1962: Poncjusz Piłat (Ponzio Pilato) jako Judasz / Jezus
- 1962: Ogniem i mieczem (Col ferro e col fuoco) jako Jurko Bohun
- 1965: Gunsmoke – odc. „One Killer on Ice”
- 1965: Gunsmoke – odc. „Seven Hours to Dawn”
- 1974: Kung Fu – odc. „A Dream Within a Dream”
- 1976: Baby Blue Marine jako